# السباحة المتزامنة في الألعاب الأولمبية الصيفية 2016

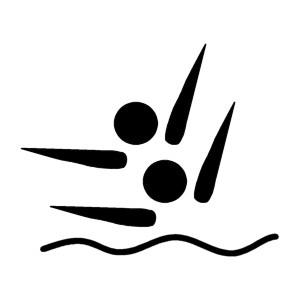

أقيمت منافسات السباحة المتزامنة ضمن دورة الألعاب الأولمبية الصيفية 2016 في ريو دي جانيرو في الفترة 15-20 أغسطس في مركز ماريا لينك المائي.